# Sztraka Ernő
Sztraka Ernő (Békéscsaba, 1830. március 3. – Békéscsaba, 1906. február 20.) községi mérnök, építész.

## Életpályája
Édesapja, Sztraka Károly, békéscsabai evangélikus tanítóként dolgozott 1825-1863 között. Édesanyja Boer Anna volt. Elemi iskolai tanulmányait apja tanítványaként végezte. Középiskolás éveit a szarvasi és eperjesi gimnáziumban töltötte. Fiatalon szerencsésen végig küzdötte az 1848-49-es szabadságharcot. A bécsi műegyetemen 1855-ben szerzett mérnöki oklevelet, majd ezt követően Békéscsabán 1861-ben elődje, Kemény Mihály után, egyhangú népszavazással választották meg az akkor még csak községi jogállásban lévő Csaba építészévé. Első ténykedéseként kidolgozta Csaba város építészeti rendszabályait, melyet el is fogadott az akkori Építési Bizottság.  Megszerkesztette Csaba belterületi és városrendezési térképét. Régi házak lebontása, utcák megnyitása, szélesítése, szabályozása és sok más a város arculatát meghatározó munka fűződik nevéhez. Sztraka Ernő 1906. február 20-án hunyt el agyvérzésben; a Felsővégi temetőben nyugszik.

## Munkássága
Építési munkásságát az alábbi művek hirdetik: Létrehozta 1865-ben a Széchenyi ligetet, számos magán- és sok díszes középülettel gazdagította Csabát. Önálló építészi alkotása az 1871-1873 között, romantikus stílusban épített városháza, a neoklasszicista stílusú Hotel Fiume, a járásbíróság, a ligeti vashíd, a második világháborúban elpusztult Kakas Szálló, a mai Széchenyi István Közgazdasági és Külkereskedelmi Szakközépiskola terve építése, a Békéscsabai Jókai Színház építésének vezetése, valamint az Rudolf Főgimnázium épülete. Sztraka terve alapján épült fel a régi kórház. Ezen kívül még több iskola, az erzsébethelyi evangélikus templom és sok magánház terve, építése tartozik nagy ívű életművéhez. Hősies szerepe volt az 1888-as nagy csabai árvíz idején a védvonalak, gátak erősítésével, a védekezés megszervezésével.